# دهستان آذرآباد
دهستان آذرآباد، یکی از دهستان‌های بخش جلگه چاه هاشم شهرستان دلگان در استان سیستان و بلوچستان ایران است. مرکز این دهستان، روستای آذرآباد است.

## جمعیت
بر پایه سرشماری عمومی نفوس و مسکن در سال ۱۳۹۵، جمعیت دهستان آذرآباد برابر با ۵٬۶۵۴ نفر بوده‌است.